# کرمجوان
کرمجوان یکی از روستاهای استان آذربایجان شرقی است که در دهستان سراجوی شرقی بخش سراجو شهرستان مراغه واقع شده‌است.و براساس سرشماری مرکز آمار ایران در سال1395، جمعیت آن ۲۵۰۰ نفر و۵۵۰ خانوار میباشد
 روستای کرمجوان پرجمعیت ترین روستای بخش سراجو در حدود 6 کیلومتری شهر خداجو در دامنه سرسبز کوه سهند دارای آب وهوای معتدل میباشد.و با روستاهایی چون: آلماچوان، قرطاول، شیلووند، چلان علیا، چلان سفلی و گلستان علیا همسایه می باشد.

## وجه تسمیه
در مورد وجه تسمیه کرمجوان شاید بتوان گفت که:
1. از دو کلمه‌ی کرم + جوان تشکیل شده که احتمالاً از جوان مرد بخشنده ای گرفته شده باشد.
2. جایی بوده که مردم از کرمه(فضولات حیوانی) در زمان‌های قدیم زیاد استفاده می کردند.

## تاریخ
در زمینه‌ای تاریخی باید گفت تنها آثار موجود یکی قبرستان که متعلق به دوران اسلامی و دیگری غارها( ئیدی گویو ) زیر قبرستان است.البته نانوشته های زیادی از جمله تاریخ وتمدن وفرهنگ کهن این مرز وبوم که حکایت از مردمان نیک پندار وسرسخت این سرزمین داردبسیار است و متاسفانه تاریخ وآثاردیدنی این کهن دیار از دید ایرانیان وجهانیان پنهان ماندهاست.

## شغل
شغل اصلی مردم کشاورزی و دامداری می باشد. که وجود باغ های سیب توجه تاجرین و صادرکنندگان محصولات کشاورزی رابه خود جلب نموده است و باعث حضور آنها در فصل پاییز و زمستان در این منطقه می شود. محصولات باغی صرفنظر از بازار های داخلی بیشتر به کشورهای همجوار و عربی صادر می گردد.این منطقه به علت آب و هوای خوب و طبیعت سرسبز، محل خوبی برای استراحت و گردشگری در فصل بهار، تابستان و پاییز می باشد.هر چند که امروزه جوانان بیشتر تمایل به کارهای اداری دارند. در کنار آنها مردم به کارهای بنایی، نظامی، رانندگی و ... مشغول هستند.

## جاذبه های گردشگری
- ئیدی گویو (غارهای پنهان)
- قنات ها
- باغ اربابی
- خانه اربابی
- باش میشه
- رودخانه لیلان چای
- قبرستان قدیم
- ییمیرتا گولی
- چشمه خلفه درسی